# Khazanah Nasional
Khazanah Nasional Berhad é um fundo soberano da Malásia. 